# 普吉市

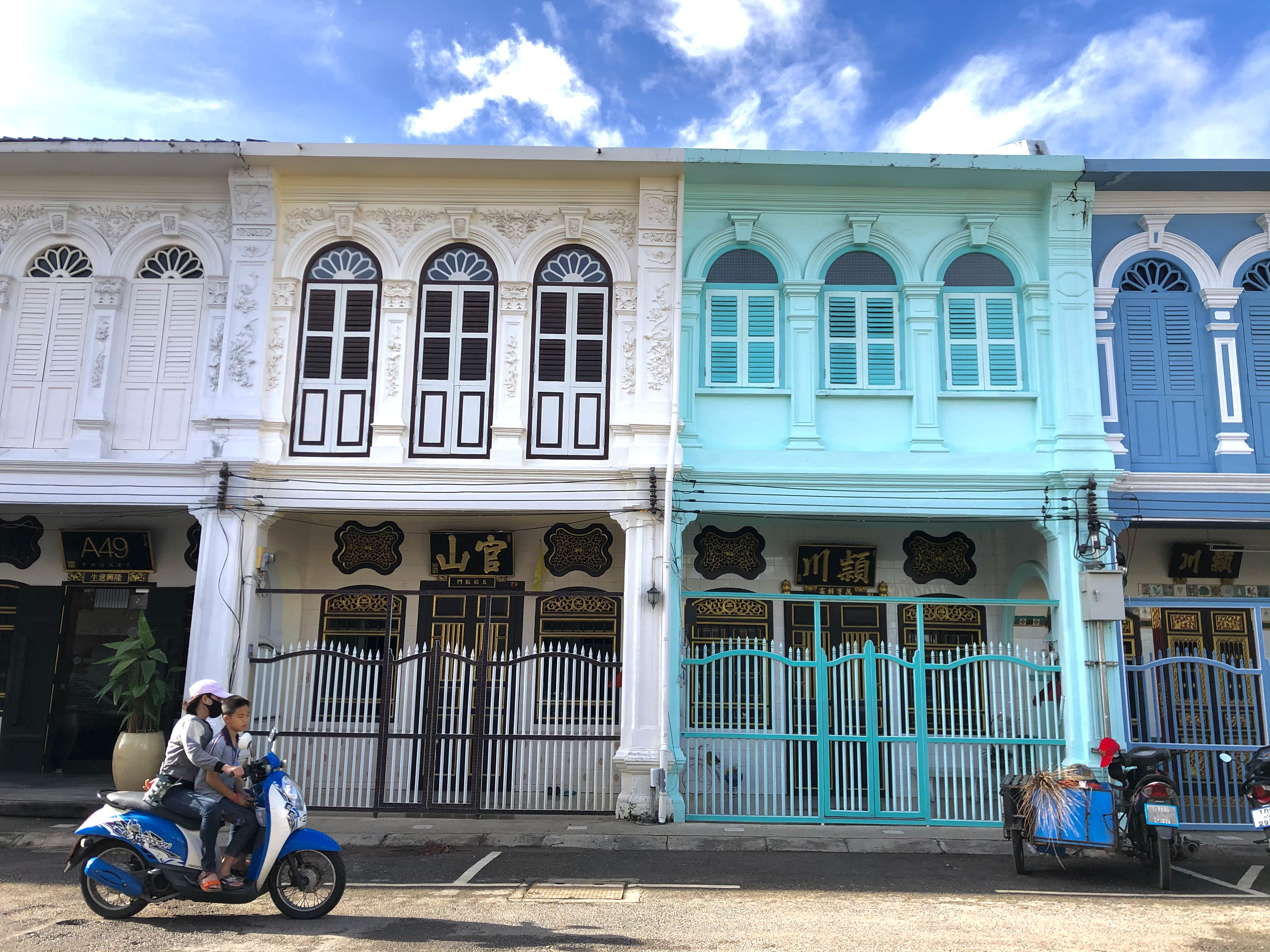
普吉市區老建築

7°53′17″N 98°23′51″E / 7.88806°N 98.39750°E
普吉市（Phuket；發音： /puːˈkɛt/ poo-KET）是一個位於泰國普吉府東南部的城市，普吉府的首府。華人亦稱其為通扣。

## 人口
據泰國內政部戶政司於西元2020年普吉府普吉市戶口及住宅普查報告，人數為7萬931人

### 居民
普吉市的居民幾乎全為華裔泰國人、暹羅人及馬來人。十八至十九世紀普吉錫礦業發展，大多數華人便開始由福建省及廣東省漂流過海到通扣定居，華人成為普吉市人口的大多數，祖籍分為閩南泉漳人、廣府人、潮汕人、海南人，少數閩東人及雲南人。
另有少數歐洲人，數萬緬甸、柬埔寨及寮國的移工。

### 語言
除了泰語及南部泰語外，華人則使用華語及福建話；人數最少的泰南三府馬來人則使用馬來語。

## 教育醫療

### 大專院校
- 普吉皇家師範大學

### 高中職
- 普吉中學
- 普吉女子中學
- 普吉科技學院
- 普吉泰華學校

### 醫療
- 普吉曼谷醫院
- 哇吉拉醫院

## 友好城市
- 拉斯維加斯
- 喬治市[2]

## 外部連結
- 普吉市官方網站 （页面存档备份，存于） （Thai）